# Ниспоренский район
Ниспоре́нский райо́н (рум. Raionul Nisporeni, Район Ниспорены) — административно-территориальная единица Республики Молдова.

## История
Как и большинство районов Молдавской ССР, образован 11 ноября 1940 года с центром в селе Ниспорены. До 16 октября 1949 года находился в составе Кишинёвского уезда, после упразднения уездного деления перешёл в непосредственное республиканское подчинение.
С 31 января 1952 года по 15 июня 1953 года район входил в состав Кишинёвского округа, после упразднения окружного деления вновь перешёл в непосредственное республиканское подчинение.
25 декабря 1962 года Ниспоренский район был упразднён, но через четыре года (27 декабря 1966 года) — восстановлен.
С 1999 года по 2002 год, в рамках проводимой административной реформы, район являлся частью Унгенского уезда. После упразднения уездного деления, район вновь стал самостоятельной административной единицей.

## Население
|           | 2003 год | 2004 год | 2005 год | 2006 год |
| --------- | -------- | -------- | -------- | -------- |
| Ниспорены | 16 050   | 16 000   | 12 100   | 12 000   |
| сёла      | 52 400   | 52 400   | 52 900   | 52 900   |
| Всего:    | 68 450   | 68 400   | 65 000   | 64 900   |

## Достопримечательности
- Рядом с селом Бурсук расположен действующий женский Гинкульский Параскевиевский монастырь.
- Возле села Милешть находится Милештский парк площадью 3 га.
- В Ниспоренском районе находится гора Баланешты — самая высокая точка Молдовы.
- Возле села Вэрзэрешть расположен женский монастырь во имя святого великомученика Димитрия.